# Conostephium minus
Conostephium minus är en ljungväxtart som beskrevs av John Lindley. Conostephium minus ingår i släktet Conostephium, och familjen ljungväxter. Inga underarter finns listade i Catalogue of Life.